# Malinový vrch
Malinový vrch (dříve Weberberg) je hora v Jizerských horách vysoká 826 m n. m. Tyčí se jihozápadně nad Bedřichovem, nedaleko sedla Maliník. Na vrcholu stojí Weberova chata, postavená v roce 1928, která je ale od roku 2014 uzavřena pro veřejnost. Na jižním svahu půl kilometru od vrcholu pramení Harcovský potok, který napájí libereckou přehradu Vodní nádrž Harcov.

## Přístup
Malinový vrch se nachází 500 metrů od sedla Maliník, kde je parkoviště u silnice z Liberce do Bedřichova. Ze sedla vede zeleně značená turistická cesta až na vrchol a dále přes Vysoký hřeben k Hašlerově chatě. Tuto cestu kopíruje i jihovýchodní větev Jizerské magistály pro běh na lyžích, otevřená v prosinci 2017.

## Lyžařské středisko

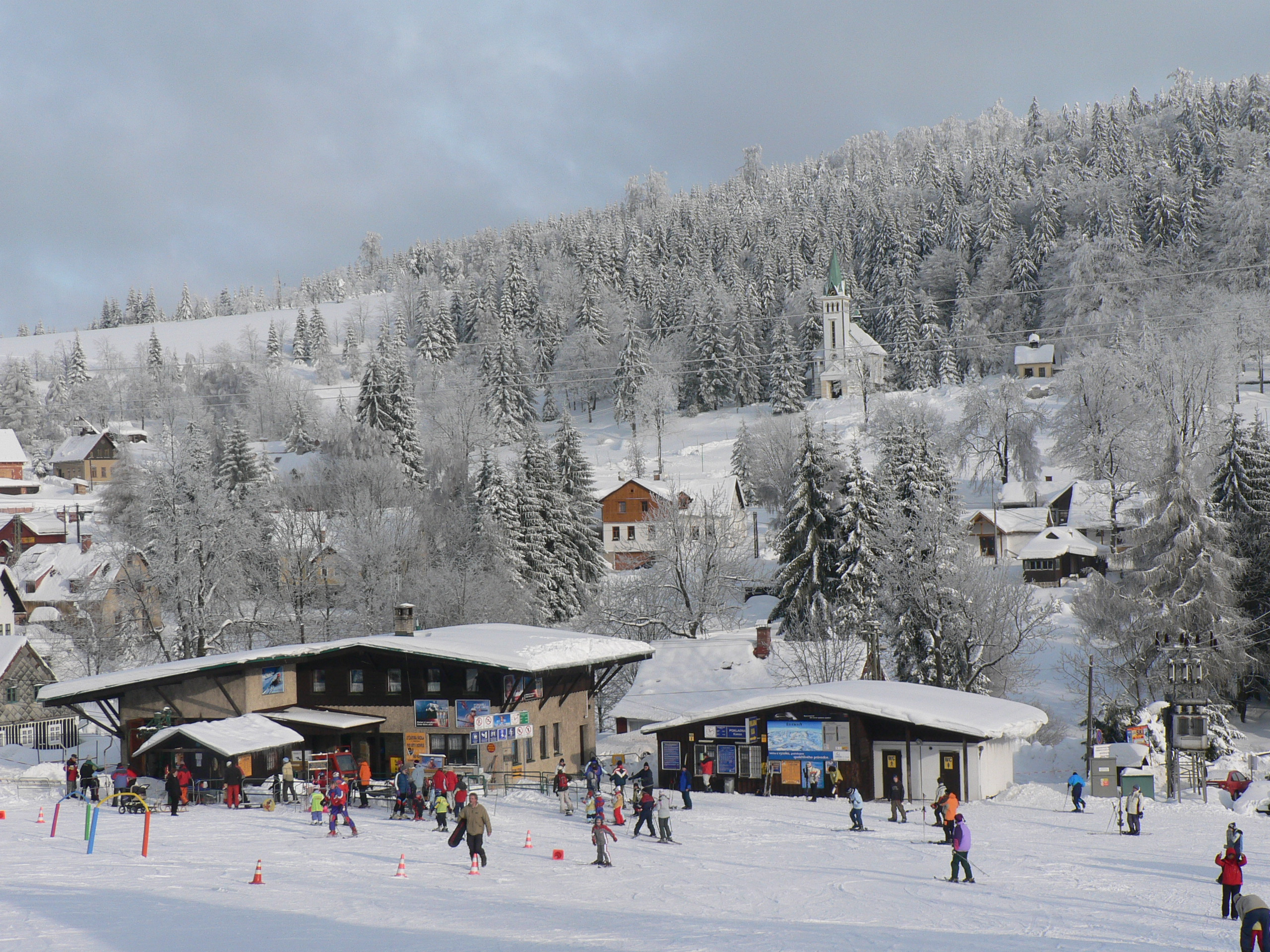
Lyžařské středisko Bedřichov

Na východních svazích Malinového vrchu se v nadmořské výšce 710 až 802 metrů rozkládá ski areál Bedřichov. Nachází se v něm 8 vleků a několik sjezdovek o celkové délce 5,9 km.